# Xã Wilcox, Quận Hancock, Illinois
Xã Wilcox (tiếng Anh: Wilcox Township) là một xã thuộc quận Hancock, tiểu bang Illinois, Hoa Kỳ. Năm 2010, dân số của xã này là 189 người.